# Cassiopea medusa
Cassiopea medusa är en manetart som beskrevs av S.F. Light 1914. Cassiopea medusa ingår i släktet Cassiopea och familjen Cassiopeidae. Inga underarter finns listade i Catalogue of Life.